# Прикладная эстетика
Прикладная эстетика (с англ. Applied aesthetics) — это применение эстетики к культурным конструкциям.

## Архитектура и дизайн интерьера
Хотя структурная целостность, стоимость, характер строительных материалов и функциональная полезность здания в значительной степени влияют на процесс проектирования, архитекторы могут применять эстетические соображения для зданий и связанных с ними архитектурных сооружений. Общие принципы эстетического дизайна включают орнаментацию, разграничение границ, текстуру, поток, торжественность, симметрию, цвет, гранулярность, взаимодействие солнечного света и теней, трансцендентность и гармонию. Дизайнеры интерьеров, менее ограниченные структурными проблемами, имеют больше возможностей, чтобы привлекать эстетику. Они могут использовать цвет, цветовую гармонию, обои, украшения, предметы интерьера, ткани, текстуры, освещение, работу с полами, а также придерживаться эстетических концепций, таких как фэн-шуй.  

## Цифровое искусство
Новая форма искусства, борющаяся за право быть принятой  — это цифровое искусство, побочный продукт компьютерного программирования, который поднимает новые вопросы о том, что такое искусство. Хотя параллельное использование многих эстетических средств в традиционных средствах массовой информации, цифровое искусство может дополнительно использовать эстетические качества взаимосвязанных тактильных отношений; интерактивность; автономная генерация; сложность и взаимозависимость отношений; неизвестность; и игривость.
Художники, работающие с этим искусством, часто вынуждены оправдывать свое использование компьютера, а не традиционной среды, что приводит к тому, что речь идет о том, что составляет искусство.
Критики цифрового искусства много. Например, графические программы позволяют добиться идеального затенения без особых усилий. В других типах программ есть смысл, что из-за множества инструментов, фильтров, искажений художник имеет в своем распоряжении настоящую фабрику изображений. Различные критические замечания в конечном итоге сводятся к вопросу о том, «какие усилия художник вкладывает в свою работу?»
Сообщество 3D-искусства часто ссылается на то, что, в то время как программы, которые они используют для рендеринга и затенения объектов, их усилия более схожи с скульптором или архитектором, представляя эстетически организованную, освещенную и текстурированную сцену. Пользователи других программ, таких как Photoshop или Gimp, отмечают, что, хотя у них может быть множество инструментов, само искусство должно быть гораздо более подробным и образным, чтобы выделяться. В обоих случаях существует проблема преодоления барьеров ограниченной технологии и отсутствия прямого контакта со своей средой.

## Дизайн одежды
Модельеры используют множество методов, чтобы позволить людям выразить свое бессознательное с помощью одежды. Для создания одежды, выражающей личность, дизайнеры используют ткань, вырезку, цвет, масштаб, реминисценции, текстуру, цветовую гармонию, прозрачность, знаки отличия, аксессуары, бисероплетение и вышивку. Это также можно использовать, чтобы найти средний размер вещей, сделать продукт подходящим для большого количества потребителей.

## Кино, телевидение и видео
Кино объединяет множество разнообразных дисциплин, каждая из которых может иметь свои собственные эстетические принципы. Эстетика кинематографии тесно связана с фотографией, движением предметов,  камеры, а также интенсивности, цвета и размещения освещения — все это очень важно. Звукозапись , редактирование и микширование - это другие, но очень важные части кинематографии. Отдельное место занимают локации, работа костюмера и гримера. Зачастую все эти вещи связаны с эстетическими особенностями режиссера.
Монтаж - это, пожалуй, единственная дисциплина, уникальная для кино, видео и телевидения. Хронометраж, ритм и последовательность снимков составляют окончательный вариант фильма. Эта процедура является одним из наиболее важных элементов постпроизводства и включает в себя редактирование и микширование звука, а также разработку и выполнение цифровых спецэффектов .
В случае видеоинсталляции метод представления для публики готового материала становится очень важным. Работу можно проецировать на простом мониторе, на стене или другой поверхности или встраивать в большую скульптурную установку. Видеоинсталляция также может включать в себя звук.

## Гастрономия
Несмотря на то, что еда является основным и часто употребляемым продуктом, внимательное отношение к эстетическим возможностям еды может превратить ее в гастрономию. Повара пробуждают в нас эстетическое удовольствие через наше зрение, используя цвет и расположение ингредиентов; наши вкус и обоняние, используя специи, разнообразие или контрастность, ожидание блюда, соблазнение им, а также декоративные элементы и гарниры. В случае с питьевой водой используются формальные критерии для эстетической оценки, такие как запах, цвет, количество растворённых твердых веществ и чистота. В США существуют чёткие стандарты этих параметров для определения эстетической приемлемости.
Однако, стоит обратить внимание на использование в эстетике Адорно слова, переведенного как "кулинарный". Адорно различает технически точное и "прекрасное" исполнение, а также еще более идеальное исполнение, в котором проявляется "истина" музыкального произведения; исполнение с большим количеством интерпретаций, с большими возможностями для интерпретации, но звучащее странно для публики, избалованной популярными дирижерами (возможно, в той манере, в которой Гленн Гоулд исполняет музыку Бетховена). К сожалению неискушенного читателя Адорно, это не нечто техническое, как, например, "оригинальные инструменты". Вместо этого, это такое произведение искусства, которое не потворствует зрительским желаниям и прихотям. Здесь прослеживается связь с марксистской интерпретацией, которая, отказываясь воспринимать публику в качестве всемогущего "клиента", ставит учительскую или даже священническую позицию "выше" обыкновенных зрителей; это нечто, что могут осмелиться сделать лишь самые снобистские французские повара, пытаясь попробовать привить публике вкус к Высокому.
Существуют разные формы "высокой" кухни, но следует заметить, что обычный человек смеется  над манерными яппи, поедающими дизайнерскую еду, не распространенную за пределами круга людей, посещающих концерты Берга. Обычный человек попросту считает их чудаками, но не возмущается ими, что означает, что этические суждения играют свою роль и в эстетических суждениях. Специалисты в этике и эстетике систематически упускают этот факт, который другие мыслители, такие как Толстой, ставят в центр. Основываясь на теории Адорно о том, что (простая) кулинария не является искусством, шуткой бы показалась для почитателя Адорно (если бы таковой существовал) мысль о восприятии готовки в качестве жанра искусства, а процесса принятия пищи - в качестве его оценки.
 У Монти Пайтон часто странным образом обыгрывается это таинство: в "Монти Пайтон и смысл жизни" в части "Мистер Креозот" официант-подхалим убеждает чрезвычайно толстого мужчину съесть ещё одну конфетку, после чего Мистера Креозота тошнит на весь обеденный зал. Обратите внимание, что эта сцена, несмотря на свою отвратительность, имеет больше притязаний на то, чтобы называться искусством, чем дизайнерская пища. 
Это может быть бессознательным комментарием к любой теории искусства, которая слепо приравнивает "изысканную кухню" и посещение картинных галерей; своего рода туристическое уравнение, в котором эти самые галереи на самом деле переполнены мистерами Креозотами после обеда. Даже обыкновенный человек с улицы подтвердит, что голодающий художник, посещающий галерею, лучше осознает высокую, внутреннюю, неуловимую ауру произведения искусства, чем мистер Креозот, что означает, что для некоторых авторов, включая и Адорно, наличествует связь между этикой и эстетикой (они почти повторяют друг друга в этом ключе, используя слова "хороший и плохой"; в случае с этикой для охарактеризовывания людей и их действий, а в случае с эстетикой — для определения ценности произведения искусства).
Предпосылки отказа от кулинарии в искусстве начинается с кантовской идеи возвышенного, но с ней не заканчивается: может ли пост-холокост (нацисты, играющие Баха; вопросы Адорно о возможности поэзии после Аушвица) и немецкий офицер, наслаждающийся изысканной кухней, иметь что-то общее с искусством, становятся важными эстетическими вопросами. Марксистская теория искусства скорее всего придет к выводу, что шеф-повар не может быть художником, так как он лишен автономии и, в конце концов, зависит от клиента — мистера Креозота.

## Юмор
Существует развитая теория эстетики шуток и юмора, в том числе математический и логический анализ.

## Информационные технологии
Эстетика в области информационных технологий была сосредоточена на изучении взаимодействия человека и компьютера с целью создании удобных для пользователя устройств и программных приложений. Само по себе программное обеспечение имеет эстетические размеры, также как процессы, связанные с информационной технологией, и такие события, как компьютерные видеоигры и моделирование виртуальной реальности. Цифровая культура - это особая эстетика для оценки привлекательности цифровых сред, таких как веб-браузеры, веб-сайты, а также визуальное и звуковое искусство, созданное исключительно с использованием цифровых технологий. Понятие киберпространства иногда связано с понятием возвышенного.
Эстетика в области информационных технологий также относится к акту проектирования самого программного обеспечения. Многочисленные программисты заявляют, что испытывают измерение элегантности в функциональности и структурировании программного обеспечения на уровне исходного кода. Например, короткое, мощное выражение, которое четко выражает намерение кода, можно считать «красивым» для плохого программиста, которому поручено поддерживать указанный код. Это контрастирует с кодом коротким, загадочным, неясным и излишне «умным».  Правильно сделанная документация может подчеркнуть эффект красивого кода, когда он ясен, краток, объясняет намерение программиста и расширяет понимание, которое можно получить, просто взглянув на код. Комментарии, которые являются излишними (только объясняют то, что уже объясняет код), загадочные и слишком длинные или короткие, могут отвлекать от красивого кода. Эстетика в программировании также может иметь практический уровень: при правильных условиях элегантный код может работать быстрее и эффективнее и, что наиболее важно, быть менее подверженным ошибкам.
Критики этого говорят, что необходимость оправдать «хороший дизайн» ссылкой на «экономию средств» означает, что «хороший дизайн» не является «искусством», поскольку искусство является автономным, и многие эстетики должны сказать, что искусство возникает в приложениях, которые превышают экономию средств. В области информационных технологий теоретики «удобств для пользователя» должны оправдывать свои «удобные для пользователя» приложения и часто игнорируют базовую статистику, когда большинство пользователей любят систему, но значительное меньшинство ненавидят ее. То есть они могут отказаться от стандартного отклонения своих данных, чтобы продавать хороший дизайн по лучшей цене, и это не имеет никакого отношения к искусству.
Частое явление среди настоящих программистов  — их частая ненависть к практике, описанной в книгах, как передовая практика и хороший дизайн. Марксистская теория промышленного "искусства" приписала бы это отчуждению, в котором обычные программисты никогда не производят код, которым они владеют.
Самые сложные сочинения по теме эстетики можно найти в работах Эдсгера Вибе Дейкстра и заметках об вычислениях. Красота по Дейкстра отказалась от понятия доступности, как и многие «художественные» произведения древнего и современного. Фактически, ни один эстетик не делает «удобство для пользователя» каноническим и необходимым в произведении искусства

## Промышленный дизайн
Дизайнерам нужно много эстетических качеств, чтобы улучшить конкурентоспособность выпускаемой продукции: гладкость, блеск  или отражательная способность, текстура, узор, извилистость, цвет, простота, удобство использования, скорость, симметрия, естественность и модернизм. Люди, работающие с Design Aesthetics сосредоточены на дизайне, внешности и способах восприятия людьми продуктов. Дизайнерская эстетика заинтересована в появлении продуктов; объяснение и смысл этого явления изучаются главным образом с точки зрения социальных и культурных факторов. Отличительной особенностью раздела является исследование и образование в области сенсорных модальностей в отношении дизайна продукта. Эти области внимания создают дизайн-багаж, который позволяет инженерам разрабатывать продукты, системы и службы и сопоставлять их с правильным полем использования.

## Ландшафтный дизайн
Ландшафтные дизайнеры используют элементы дизайна, такие как ось, линия, форма поверхности, горизонтальные и вертикальные плоскости, текстура и масштаб, чтобы создать эстетические вариации в ландшафте. Они могут дополнительно использовать эстетические элементы, такие как бассейны или фонтаны воды, растения, сезонные дисперсии, каменные работы, аромат, наружное освещение, статуи и газоны.

## Карты
Эстетика в картографии связана с визуальным восприятием чтения карты и может принимать две формы: ответы на саму карту как эстетический объект (например, через детали, цвет и форму), а также объект карты, символизирующий, часто пейзаж (например, конкретное выражение местности, которое формирует воображаемый визуальный опыт эстетики).
Картографы делают эстетические суждения при проектировании карт, чтобы гарантировать, что контент формирует четкое выражение тем. Антикварные карты, пожалуй, особенно почитаются из-за их эстетической ценности, которая может показаться результатом их стилей и орнаментов. Таким образом, эстетика часто ошибочно считается побочным продуктом дизайна. Если принять, что эстетические суждения производятся в определенном социальном контексте, они имеют фундаментальное значение для символики картографа и как таковые являются неотъемлемой частью функции карт.

## Маркетинг
В отличие от индустриального дизайна, в котором основное внимание уделяется эстетическим качествам потребительских товаров (см. Ниже), использование эстетики в маркетинге касается самого внешнего вида продукта, его брендинга, его коммерческое представительство или репутация его производителя. Специалисты по маркетингу могут менять эстетическую оценку потребителя в изысканности, цветовой гармонии, стильности, запоминающихся мелодий, лозунгов, мастерства, успокоения, внимательности, подлинности или связанных с ними впечатлений, связанных с потреблением продукта. Идея маркетинга состоит в том, чтобы заставлять человеческий разум, в том числе при помощи эстетики, мыслить в том направлении, в котором он не сделал бы этого раньше без внешнего влияния.

## Математика
Основная статья: Математическая красота
Дополнительная информация: математический юмор
Эстетику математики часто сравнивают с музыкой и поэзией. Венгерский математик Пол Эрдюс выразил свои взгляды на неописуемую красоту математики, когда сказал: «Почему красивые цифры? Это похоже на вопрос, «почему прекрасная Девятая симфония Бетховена?» . Математика обращается к «чувствам» логики, порядка, новизны, элегантности и открытий. Некоторые понятия в математике с особым эстетическим применением включают в себя священные отношения в геометрии, интуитивность аксиом, сложность и интригу фракталов, твердость и регулярность многогранников, а также уверенность связанных теорем по дисциплинам. В математическом юморе есть развитая эстетика и теория юмора.

## Музыка
Основная статья: Эстетика музыки
Некоторые из эстетических элементов, выражаемых в музыке, включают лиризм, гармонию, гипноз, эмоциональность, временную динамику, динамику объема, резонанс, игривость, цвет, тонкость, близость, глубину и настроение (см. Музыкальное развитие ). Эстетика в музыке часто считается очень чувствительной к их контексту: то, что звучит хорошо в современной рок-музыке,  может звучать ужасно в контексте раннего барокко.

## Нейроэстетика
Когнитивная наука также рассматривала эстетику с появлением нейроэстетики, созданной Семиром Зеки, которая пытается объяснить известность великого искусства как воплощение биологических принципов мозга, а именно, что великие произведения искусства захватывают сущность вещей так же, как и зрение,  когда мозг захватывают основы мира из постоянно меняющегося потока сенсорного ввода.

## Исполнительское искусство
Исполнительные искусства обращаются к нашей эстетике повествования, изящества, баланса, класса, времени, силы, шока, юмора, костюма, иронии, красоты, драмы, ожидания и чувственности. В то время как живой спектакль обычно ограничивается физической реальностью, производительность фильма может дополнительно добавить эстетические элементы крупномасштабных действий, фантазии и сложной переплетенной музыкальной партитуры. Спектакль часто сознательно смешивает эстетику нескольких форм. Ролевые игры иногда воспринимаются как исполнительское искусство с собственной эстетической структурой, называемой теорией ролевых игр .

## Двумерные и пластические искусства
Эстетические действия в визуальном искусстве обычно связаны с чувством видения. Однако картина или скульптура также воспринимаются пространственно признанными ассоциациями и контекстом, и даже до некоторой степени чувствами запаха, слуха и прикосновения. Форма работы может быть предметом эстетического.В живописи эстетическая конвенция, в которой мы видим трехмерное представление, а не двумерное полотно, настолько хорошо понимается, что большинство людей не понимают, что они делают эстетическую интерпретацию. Это понятие является основой абстрактного импрессионизма .
В Соединенных Штатах в послевоенный период «толкательные» теории Ганса Хофмана, устанавливающие связь между цветом и воспринимаемой глубиной, сильно влияли на поколение известных абстрактных художников, многие из которых изучались Хофманом и обычно ассоциировались с абстрактными экспрессионизм. Весьма влиятельным было отношение Хофманна к абстракции как фактически моральному императиву серьезного художника.
Некоторые эстетические эффекты, доступные в визуальном искусстве, включают вариации, сопоставление, повторение, полевые эффекты, симметрию или асимметрию, воспринимаемую массу, подсознательную структуру, линейную динамику, напряжение и покой, узор, контраст, перспективу, размерность, движение, ритм, единство или гештальт, матрицей и пропорцией.

## Городская жизнь
Более половины человечества живет в городах; хотя он представляет собой высокую цель, планирование и достижение городской эстетики, благоустройство связано с большой исторической удачей, случайностью и косвенным гештальтом. Тем не менее, эстетически приятные города имеют определенные черты: этническое и культурное разнообразие, многочисленные микроклиматы, способствующие разнообразию растительности, достаточный общественный транспорт, общественное искусство и свобода выражения в обществе в виде скульптур, граффити и уличного искусства или зонирование, который создает как плотно, так и малонаселенные районы, живописную соседнюю географию (океаны или горы), общественные места и такие события, как организация парков и парады, музыкальное разнообразие через местное радиовещание или уличных музыкантов и соблюдение законов, которые уменьшают шум, преступность и загрязнения.

## Дизайн сайта
Недавнее исследование предполагает, что визуальная эстетика компьютерного интерфейса - сильный детерминант удовлетворения и удовольствия пользователей. Исследовательские и подтверждающие факторные анализы нашли, что восприятие пользователей состоит из различных главных размеров. Исследователи Лави и Трактинский нашли два основных аспекта, которые они назвали «классической эстетикой» и «выразительной эстетикой»:
1. Классическая эстетика - относится к эстетическим представлениям, которые велись с древности до 18-го века. Эти понятия подчеркивают упорядоченный и понятный дизайн и тесно связаны со многими правилами проектирования, которые пропагандируют эксперты по «юзабилити».
2. Выразительная эстетика - созданная креативностью дизайнеров и оригинальностью, а также способность нарушать дизайнерские соглашения.

Хотя оба измерения воспринимаемой эстетики взяты из пула эстетических суждений, они четко различимы друг от друга.
В недавнем исследовании ученые Мошаген и Тильш нашли четыре основных аспекта эстетики веб-сайта:
1. Простота
2. Разнообразие
3. Цвета
4. Мастерство

Простота и разнообразие неоднократно рассматривались как формальные параметры эстетических объектов на протяжении всей истории эмпирической эстетики. Цвета - очень критическое свойство эстетических объектов. Мастерство рассматривает умелую и последовательную интеграцию соответствующих проектных размеров. Хотя простота сильно коррелирует с классической эстетикой, как упоминают Лави и Трактинский, другие три фактора можно трактовать как более глубокую дифференциацию выразительной эстетики.  Дизайн сайта влияет на восприятие пользователями достоверности сайта. Одним из факторов, влияющих на то, остаются или остаются пользователи на веб-странице, является эстетика страницы. Другая причина может заключаться в том, что пользователь оценивает достоверность сайта. Результаты показывают, что, когда один и тот же контент представлен с использованием различных уровней эстетического содержания. Содержание с более высоким эстетическим лечением оценивалось как более высокое доверие. Это называется мелиоративным эффектом визуального дизайна и эстетики на достоверность контента. Холмс предполагает, что этот эффект работает в течение первых нескольких секунд, когда пользователь просматривает веб-страницу. Учитывая тот же контент, более высокое эстетическое лечение увеличит воспринимаемую достоверность.

## Дополнительные источники

### Архитектура
- Lee/Stroik: Christian Architecture
- Salingaros: Life and Complexity in Architecture
- Ciudades del anonimato; Architecture

### Кулинарная эстетика
- Susheela Uhl: Ethnic Entrees
- Leslie English: To Eat is Human

### Информационные технологии
- Software Aesthetics
- Aesthetic Computing
- Hackers and Painters
- The Pleasure of the Playable Text: Towards an Aesthetic Theory of Computer Games (pdf)
- Aesthetics in User Interfaces Design
- Charles Connell, "Most Software Stinks: The Relationship Between Software Aesthetics and Quality," 2002

### Музыка
- Applied Aesthetics -- Exact Music Theory
- Applied Aesthetics - Music Skills Analysis Test (MSAT®)
- Norton: Musical Materials
- Malloy: Music Outline

### Исполнительское искусство
- Poddubiuk: Costume Design
- Sardo: Theatrical Costume

### Изобразительное искусство
- How Form Functions: On Esthetics and Gestalt Theory
- Try to investigate and define aesthetics